# Hind Dehiba
Hind Dehiba, född den 17 mars 1979, är en fransk friidrottare som tävlar i medeldistanslöpning.
Dehiba deltog vid Olympiska sommarspelen 2004 där hon blev utslagen i försöken på 1 500 meter. Året efter blev hon bronsmedaljör vid inomhus-EM 2005 på samma distans. Däremot tog hon sig inte vidare från försöken på 1 500 meter vid VM i Helsingfors.
Under 2006 blev hon fyra vid inomhus-VM och nia vid EM i Göteborg. Mellan 2007 och 2009 var hon avstängd för dopning. Hon var tillbaka till VM 2009 där hon blev utslagen i semifinalen på 1 500 meter. Året efter blev hon silvermedaljör på samma distans vid EM i Barcelona.

## Personliga rekord
- 1 500 meter - 3:59,76 från 2010